# حباك بني الحنجرة
الحباك بني الحنجرة (الاسم العلمي: Ploceus xanthopterus) نوع من الطيور الصغيرة من فصيلة الحباك، متوطن في بوتسوانا، جمهورية الكونغو الديمقراطية، مالاوي، موزمبيق، ناميبيا، جنوب أفريقيا، تنزانيا، زامبيا وزيمبابوي.